# Balet

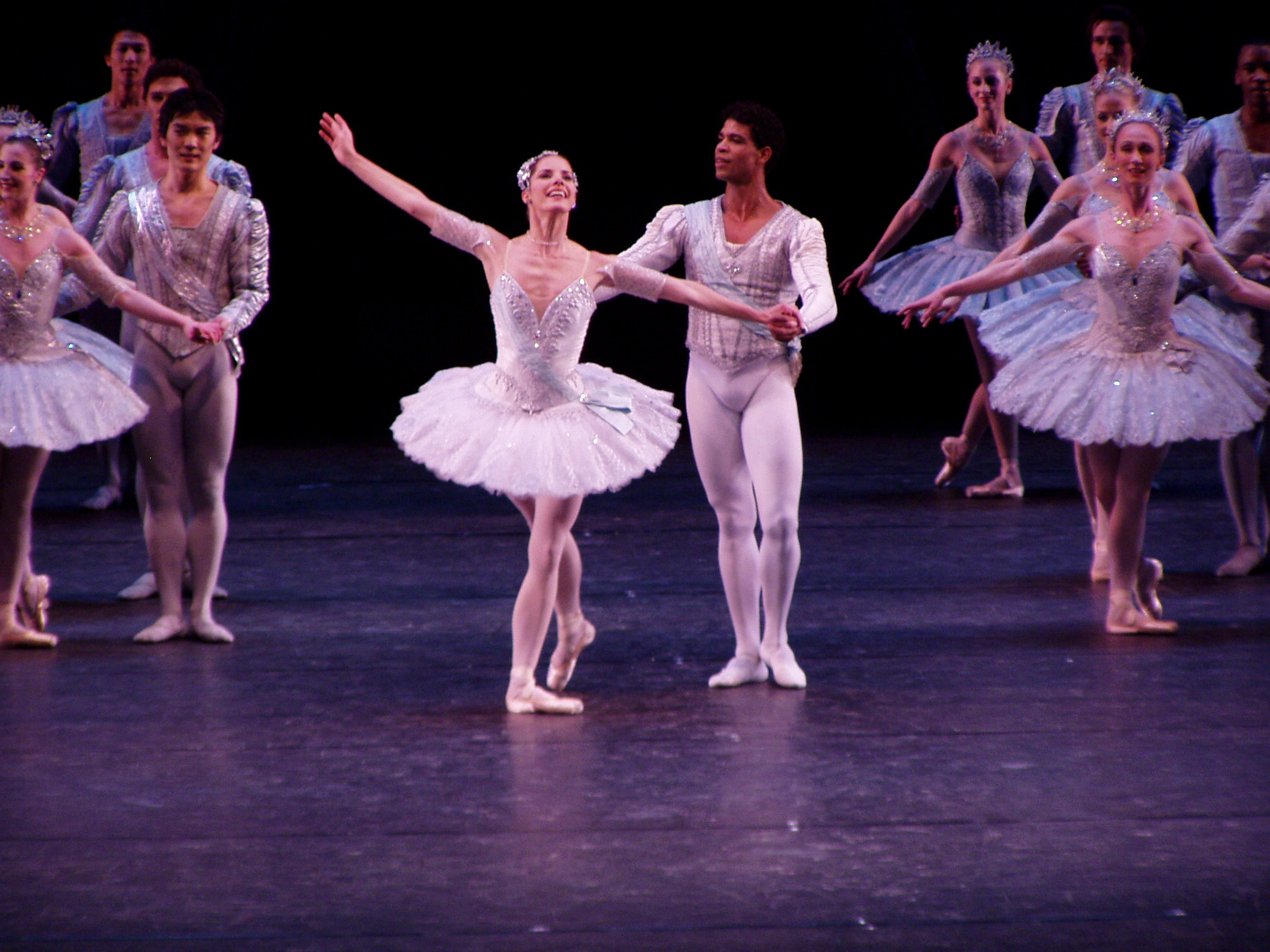
Balerina Darcey Bussell în timpul aplauzelor de rechemare la cortină deschisă pentru baletul Teme și Variațiuni (2007)

Baletul este un gen de spectacol alcătuit din dans ca element artistic figurativ de bază, muzică și pantomimă, spectacol teatral executat de  una sau mai multe persoane. Un corp, un ansamblu de balet compus din balerini și balerine, execută dansuri și mișcări mimice, după o compoziție muzicală. Termenul „balet” provine probabil din cuvântul italian ballare, care înseamnă a dansa. 

## Istoric
În secolele XIII-XIV se numea balet o melodie care însoțea un anume dans, iar în Franța și versurile care se cântau în această împrejurare. Dansul avea un caracter mimetic și comporta o mică punere în scenă.
Combinându-se cu alte tipuri de reprezentații și divertismente, ajunge, după o lungă evoluție, îndeosebi sub directivele poeților și muzicienilor umaniști, să reunească toate trăsăturile caracteristice unui nou tip de distracție colectivă, care primește denumirea de balet.
În secolul al XV-lea în Italia, dansul - mod de exprimare artistică din cele mai vechi timpuri - s-a dezvoltat încetul cu încetul într-o formă artistică scenică. Domenico din Piacenza a scris un tratat în 1400 în care descrie cca 20 de dansuri pe care le-a compus. Dar baletul în adevăratul sens al cuvântului s-a dezvoltat mai întâi în Franța, la curtea reginei Caterina de Medici, care după decesul soțului, regele Henric al II-lea, a invitat dansatori, coregrafi și compozitori italieni (țara de baștină a Caterinei) la curtea regală franceză. Cu ocazia căsătoriei contelui de Joyeuse cu Mademoiselle de Vaudemont în 1581, Caterina de Medici i-a dat violonistului italian Balthazar de Beaujoyeux mână liberă să organizeze o petrecere. Rezultatul a fost Ballet Comique de la Reine, care este considerat prima încercare de a crea un tot dramatic prin integrarea muzicii, a dansului și a unei acțiuni.

## Muzica de balet
Abia în a doua jumătate a secolului al XVII-lea a apărut muzica de balet în sens contemporan. Piese instrumentale cu titlul Ballet pot fi găsite, de exemplu, de compozitorul și lăutarul francez Robert Ballard și italianul Giovanni Battista Granata.
Opera franceză din secolele al XVII-lea și al XVIII-lea (Jean-Baptiste Lully, Jean-Philippe Rameau, Christoph Willibald Gluck, Antonio Salieri, Giacomo Meyerbeer) a pus accentul pe balet, care, totuși, era încă puternic orientat spre dansul de societate. Maeștrii de balet care cântau la pochette (vioara maestrului de dans) precum Pierre Beauchamp, erau deseori responsabili și pentru compunerea muzicii. Coregraful Arthur Saint-Léon era el însuși la mijlocul secolului al XIX-lea dansator, violonist și compozitor în același timp.
În secolul al XIX-lea a fost creată o muzică de balet de sine stătătoare. Cele mai vechi piese de balet clasic includ Silfidele (1832) de Jean Schneitzhoeffer, Giselle (1841) de Adolphe Adam și Coppélia (1870) de Léo Delibes. Fiecare se bazează pe un libret de balet literar. Ambele au fost prezentate în premieră la Ballet de l’Opéra de Paris.
Mai ales în perioada de glorie a baletului clasic din a doua jumătate a secolului al XIX-lea la Sankt Petersburg, au fost adaptate compoziția muzicii de balet la condițiile din teatru și la dimensiunea și componența ansamblului de balerini. Compozitorii și coregrafii au lucrat adesea în strânsă legătură și au comunicat între ei pentru „sincronizare”, numită din franceză „Minutage“.

## Genuri
Baletul are mai multe genuri, cuprinzând genul dramatic, liric, eroic sau comic. Noverre a creat baletul cu un conținut dramatic, denumit ulterior balet de acțiune sau balet de pantomimă, în care acțiunea și sentimentele sunt redate prin gesturile și figurile dansului. Pe la mijlocul secolului al XIX-lea, apare baletul romantic, având ca reprezentanți de seamă dansatoarele Marie Taglioni și surorile austriece Thérèse și Fanny Elssler.
Un aport decisiv în dezvoltarea baletului în lumea întreagă l-a avut baletul rus, în primul rând prin creațiile lui Ceaikovski cu Lacul lebedelor și Spărgătorul de nuci puse în scenă de maeștrii de balet Petipa și Ivanov. 

## Balete renumite
Un balet este frumos atât pentru muzica sa cât și pentru coregrafia și tema abordată în libret. 
Balet clasic
- 1761 Don Juan (Don Juan ou Le Festin de Pierre) – muzica Christoph Willibald Gluck, libretul Ranieri de' Calzabigi, coregrafia Gasparo Angiolini
- 1789 La Fille mal gardée (tradus în română Fata rău păzită sau ca Precauțiuni inutile) – coregrafia Jean Dauberval, aranjamentul muzical Ferdinand Hérold, având premiera la 1 iulie 1789 la Grand Théâtre de Bordeaux în Bordeaux
- 1832 Silfida (La Sylphide) – muzica Jean Schneitzhoeffer, libretul Adolphe Nourrit, coregrafia Filippo Taglioni
- 1841 Giselle – muzica Adolphe Adam, libretul Jules-Henri Vernoy de Saint-Georges și Théophile Gautier, coregrafia Jules Perrot și Jean Coralli
- 1844 Esmeralda (La Esmeralda), muzica Cesare Pugni, coregrafia Jules Perrot
- 1856 Corsarul (Le Corsaire) – muzica Adolphe Adam, livretul Saint-Georges și Mazillier, coregrafia Joseph Mazilier
- 1857 Marco Spada – muzica Daniel-François-Esprit Auber, coregrafia de Joseph Mazilier
- 1869 Don Quijote – muzica Ludwig Minkus, libretul de Marius Petipa, după romanul Don Quijote de la Mancha al lui Miguel de Cervantes
- 1870 Coppélia – muzica Léo Delibes, libretul Charles Nuitter și Arthur Saint-Léon, coregrafia Arthur Saint-Léon
- 1876 Lacul lebedelor – muzica Piotr Ilici Ceaikovski
- 1877 Baiadera – muzica Ludwig Minkus, coregrafia Marius Petipa și Serghei Kudekov
- 1881 Excelsior – muzica Romualdo Marenco, coregrafia Luigi Manzotti
- 1889 Frumoasa din pădurea adormită – muzica Piotr Ilici Ceaikovski, libretul Ivan Vsevolojski, coregrafia Marius Petipa
- 1892 Spărgătorul de nuci – muzica Piotr Ilici Ceaikovski, după Ernst Theodor Amadeus Hoffmann, coregrafia Marius Petipa și Lev Ivanov
- 1909 Silfidele (Les Sylphides), muzica Frédéric Chopin, coregrafia Mihail Fokin
- 1909/1912 Daphnis și Chloe (Daphnis et Chloé), muzica Maurice Ravel, coregrafia Mihail Fokin
- 1911 Invitație la vals (Le Spectre de la Rose / Duhul trandafirului), muzica Carl Maria von Weber, coregrafia Mihail Fokin
- 1927/49/55 Floarea roșie op 70 (Красный мак / Красный цветок) – muzica Reinhold Glière
- 1928 Bolero, muzica Maurice Ravel, coregrafia Bronislava Nijinska
- 1930 Secolul de aur (Золотой век) – muzica Dmitri Șostakovici
- 1932 Flăcările Parisului (Пла́мя Пари́жа) – muzica Boris Asafiev
- 1934 Fântâna din Bahcisarai (Бахчисарайский фонтан) – muzica Boris Asafiev
- 1935/36 Romeo și Julieta (Ромео и Джульетта), Op. 64 – muzica Serghei Prokofiev
- 1939 Laurencia (Лауренсия) – muzica Aleksandr Abramovici Krein
- 1940/44 Cenușăreasa (Золушка), Op. 87 (1940-1944) – muzica Serghei Prokofiev
- 1940/44 Floarea de piatră (Каменный цветок), Op. 87 – muzica Serghei Prokofiev
- 1942 Gaiane (Гаянэ), – muzica Aram Haciaturian
- 1948/49 Călărețul de aramă op 89 (Медный всадник) – muzica Reinhold Glière
- 1950 Șeherezada – muzica de Rimski-Korsakov, coregafia de Mihail Fokin
- 1956 Spartacus (Спартак) – muzica Aram Haciaturian

Balet modern
- 1965 Notre Dame de Paris, muzica Maurice Jarre, coregraf Roland Petit
- 2000 Magrittomania – muzica Iuri Krasavin, coregraf Iuri Posohov[3]
- 2014 Lacul lebedelor (A Swan Lake), muzica de Mikael Karlsson, coregrafia de Alexander Ekman, pentru Opera și Baletul Național Norvegian[4].

### Balete de compozitori români
- 1931 Priculiciul (suită de balet) – muzica Zeno Vancea
- 1939 Nunta în Carpați – muzica Paul Constantinescu, libretul Floria Capsali
- 1954 Când strugurii se coc – muzica Mihail Jora
- 1958 Sărbătoarea primăverii – muzica Florin Comișel, libretul Floria Capsali și Mitiță Dumitrescu

Printre cei mai de seamă balerini și maeștri de balet români:
- Anton Romanovski (1882-1972)
- Floria Capsali (1900–1982)
- Mitiță Dumitrescu (1909-1992)
- Elena Penescu-Liciu (1910–1996)
- Oleg Danovski (1917-1996)
- Irinel Liciu (1928-2002)
- Alexa Mezincescu (1936-2019)
- Ileana Iliescu (n. 1937)
- Leni Dacian (n. 1940)
- Petre Bodeuț
- Alin Gheorghiu (n. 1973)
- Alina Cojocaru (n. 1981)